# کشت کلان

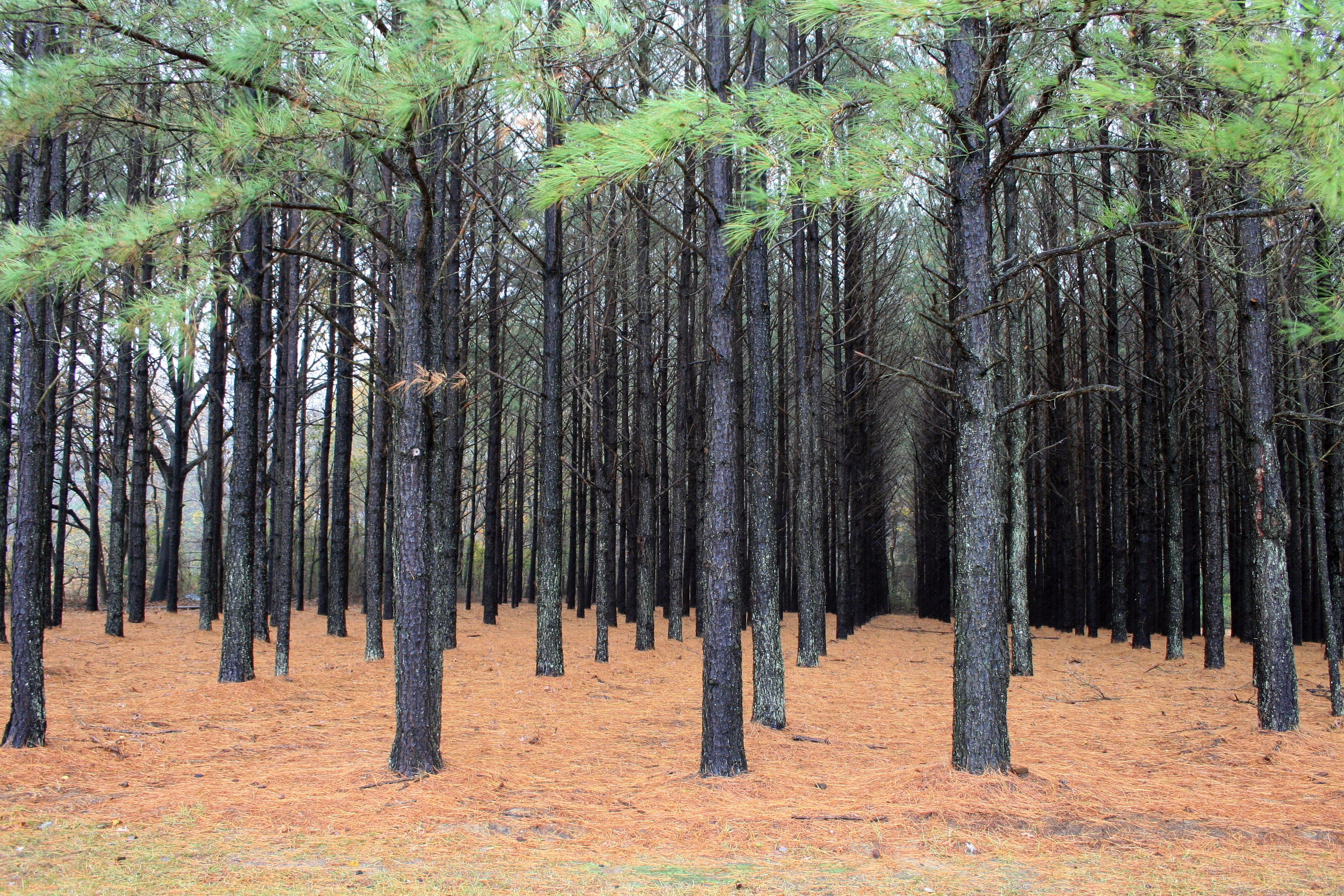
کشت کلان کاج در ایالات متحده

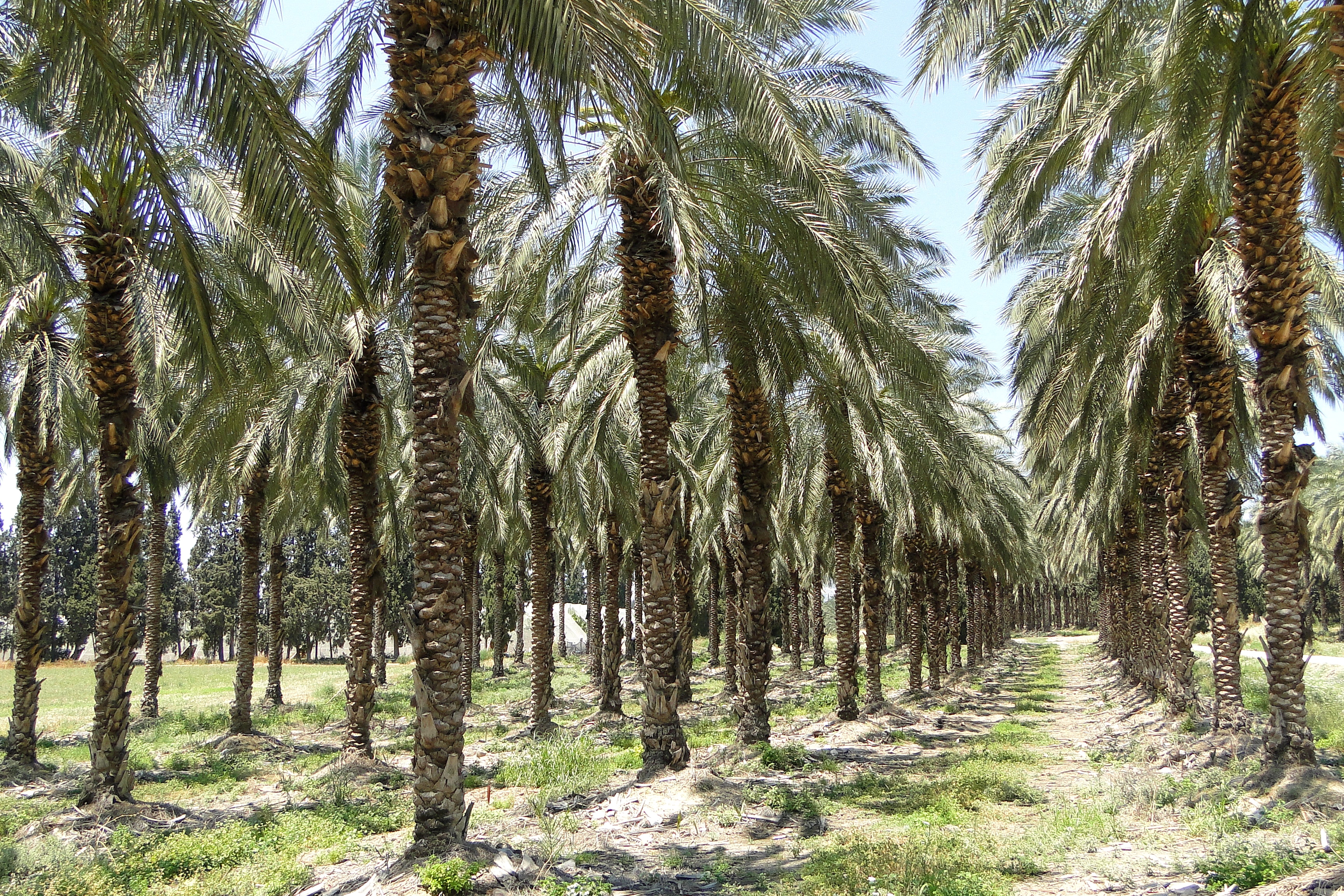
کشت کلان نخل در جلیل در اسرائیل

کشت کلان، کلان‌کشت یا پلانتیشن (به انگلیسی: Plantation) که نوعی کشاورزی نقدی در مقیاس گسترده است، عموماً در یک محدوده‌ای به نام ناحیه کلان‌کشت یا کلان‌کشتزار (Plantation Area) انجام می‌شود. محصولاتی که به این روش کشت می‌شوند، شامل پنبه، قهوه، چای، کاکائو، نیشکر، تریاک، سیسال، روغن نباتی، نخل روغنی، میوه، کائوچو و درختان جنگلی می‌شود. حمایت‌گرایی و مزیت نسبی اغلب نقشی تعیین‌کننده در مکان‌یابی برای کشت کلان دارند. از اولین نمونه‌های کشت کلان می‌توان به لاتیفوندیست در امپراتوری روم اشاره کرد که در آن غله، شراب و روغن زیتون در مقیاس بزرگ برای صادرات تولید می‌شد. شکل‌گیری استعمارگری توسط کشورهای اروپایی و به تبع آن رشد تجارت بین‌الملل و توسعهٔ روند جهانی‌شدن سبب توسعهٔ کشت کلان شد.